# پارک ملی لوشان
پارک ملی لوشان یا کوه لو در بخش شمالی جیانگشی واقع در جنوب شرقی چین، و یکی از ده کوه بلند مشهور در این کشور است.این منطقه یکی از مراکز معنوی در چین به شمار می‌رود.این کوه دارای جاذبه‌های مختلفی همچون باغ‌های هلو، باغ گیاه شناسی، چشمه، غار، دریاچه و پرستشگاه‌های بودایی است.این مکان در سال ۱۹۹۶ در میراث فرهنگی یونسکو به ثبت رسید.

## نگارخانه

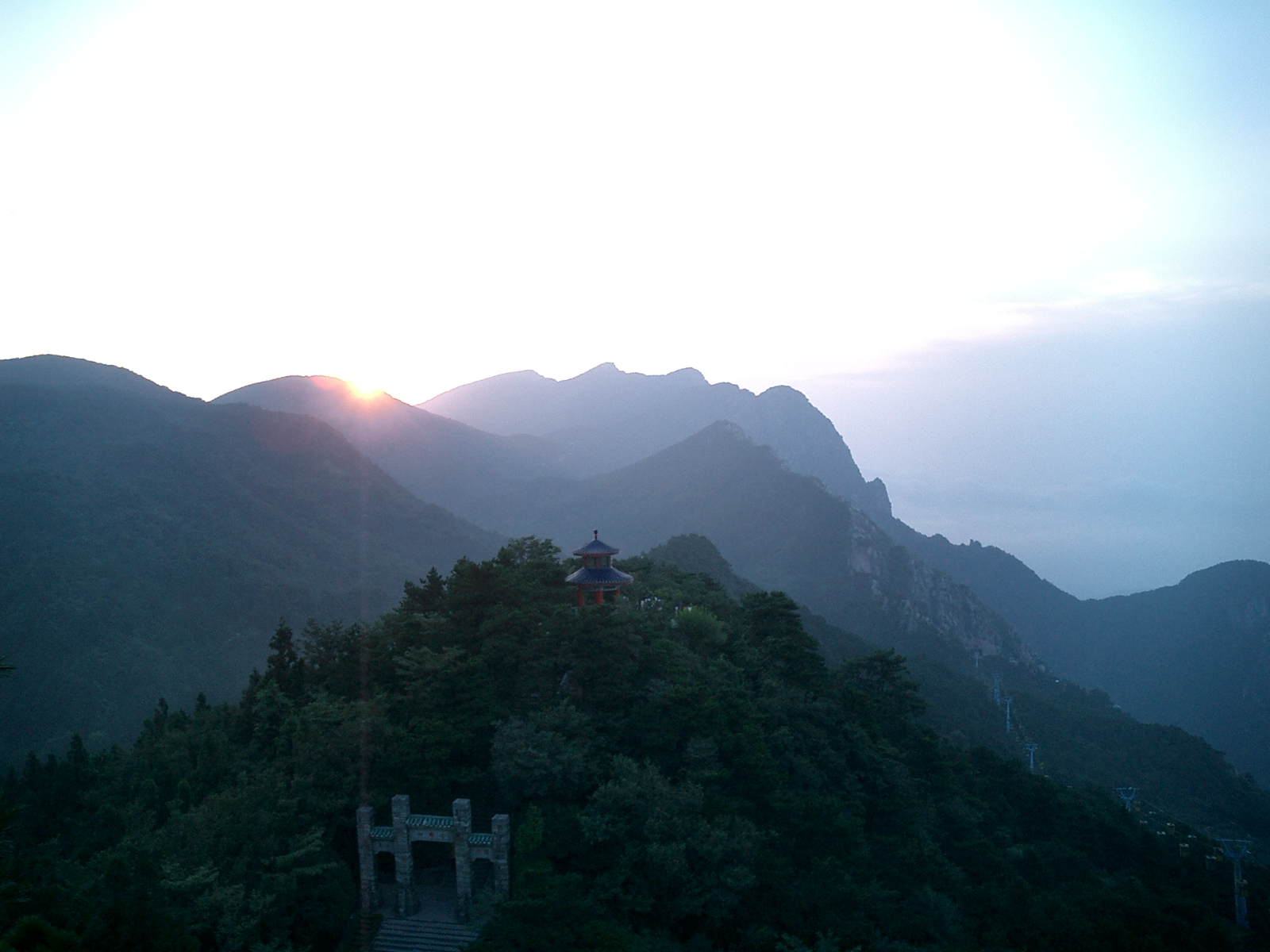
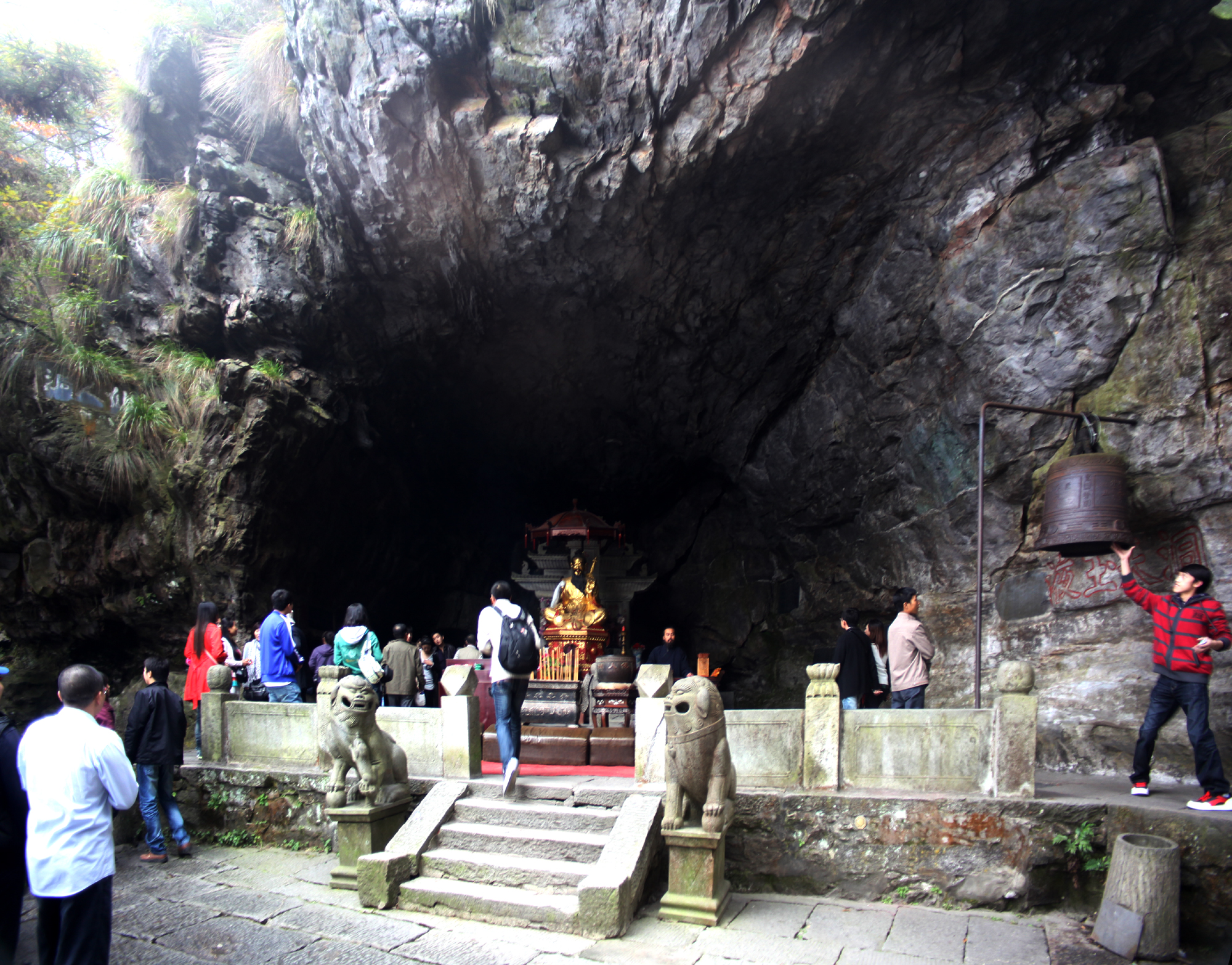
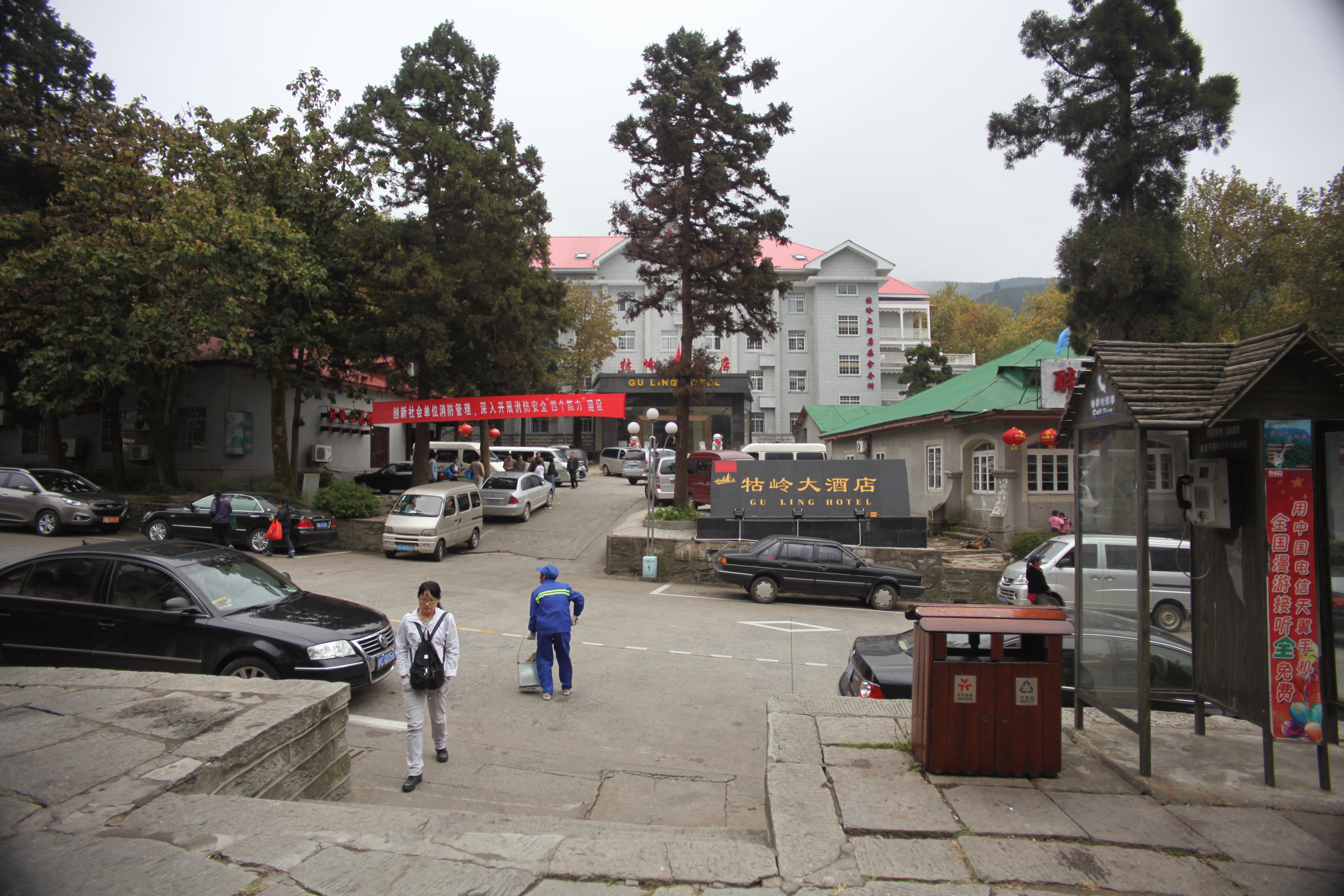
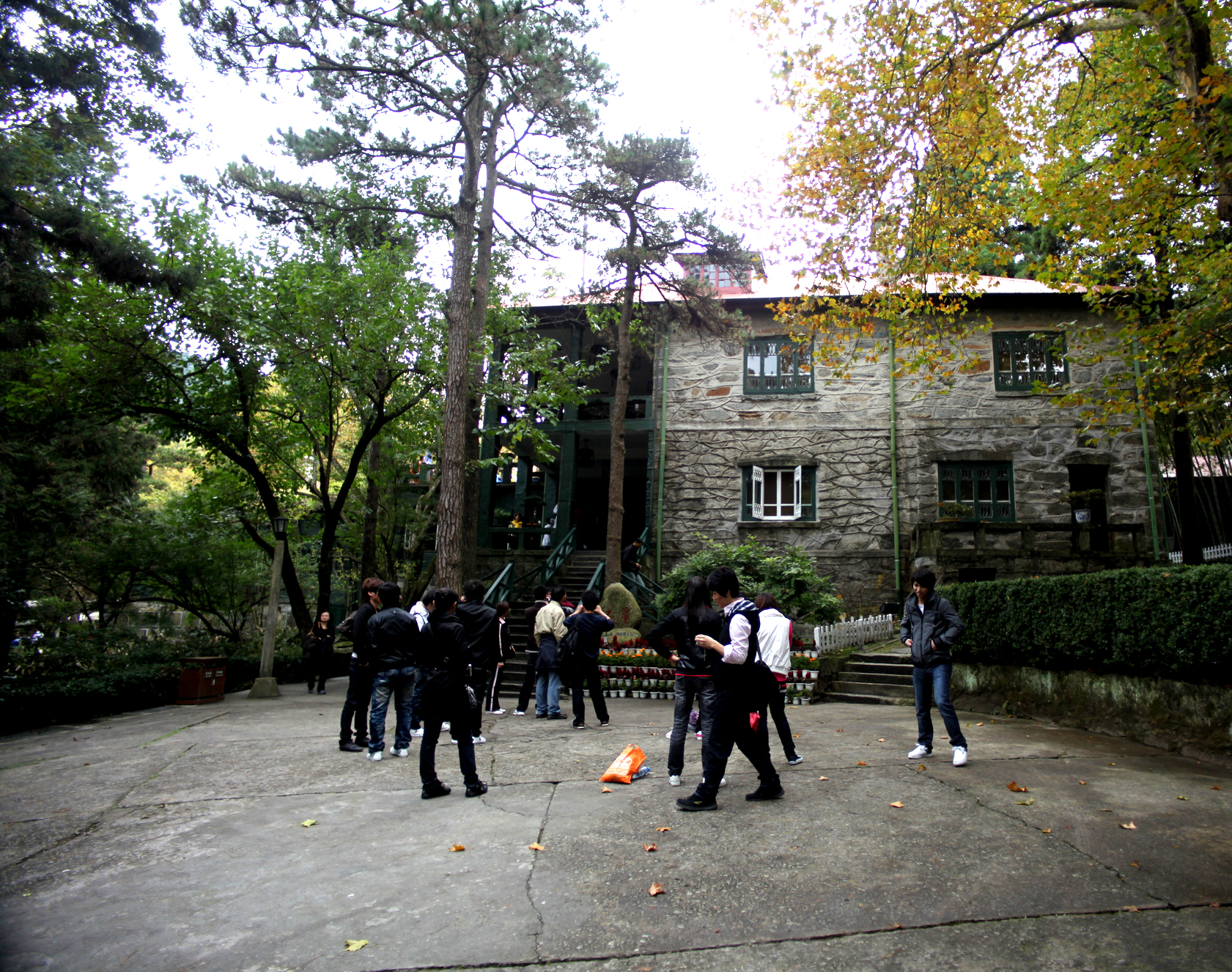
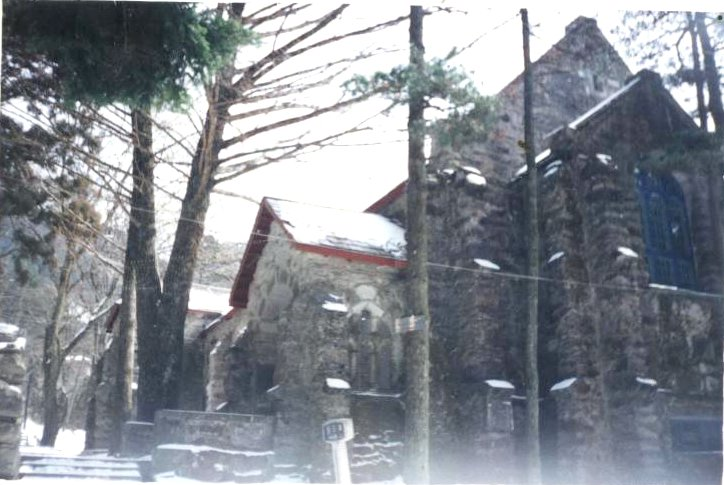
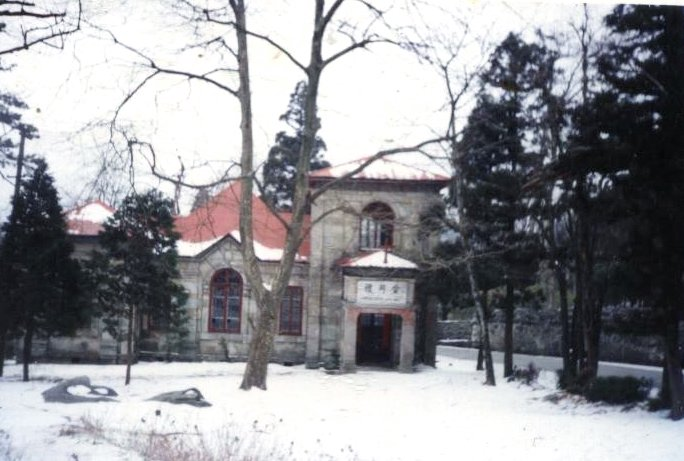
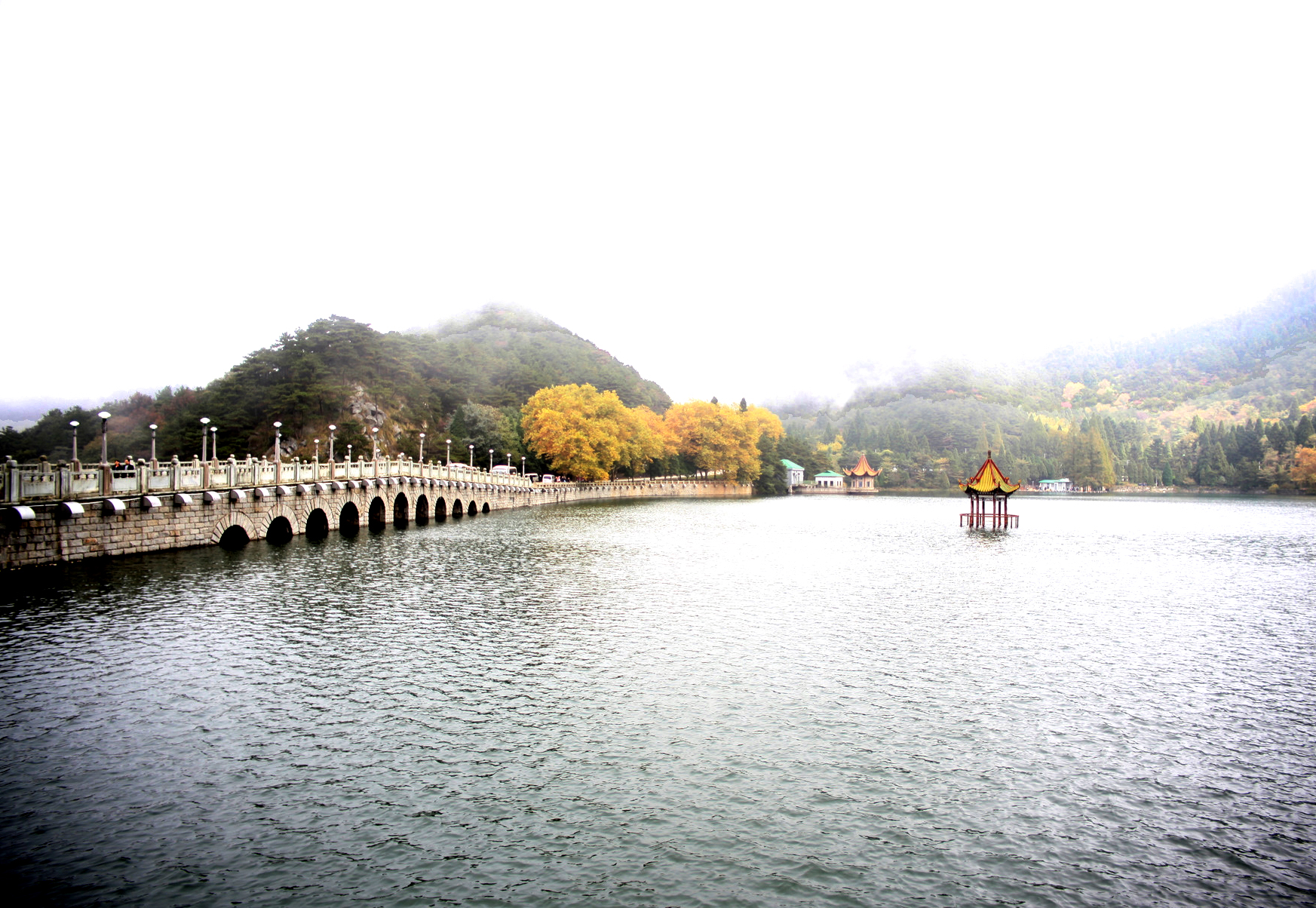
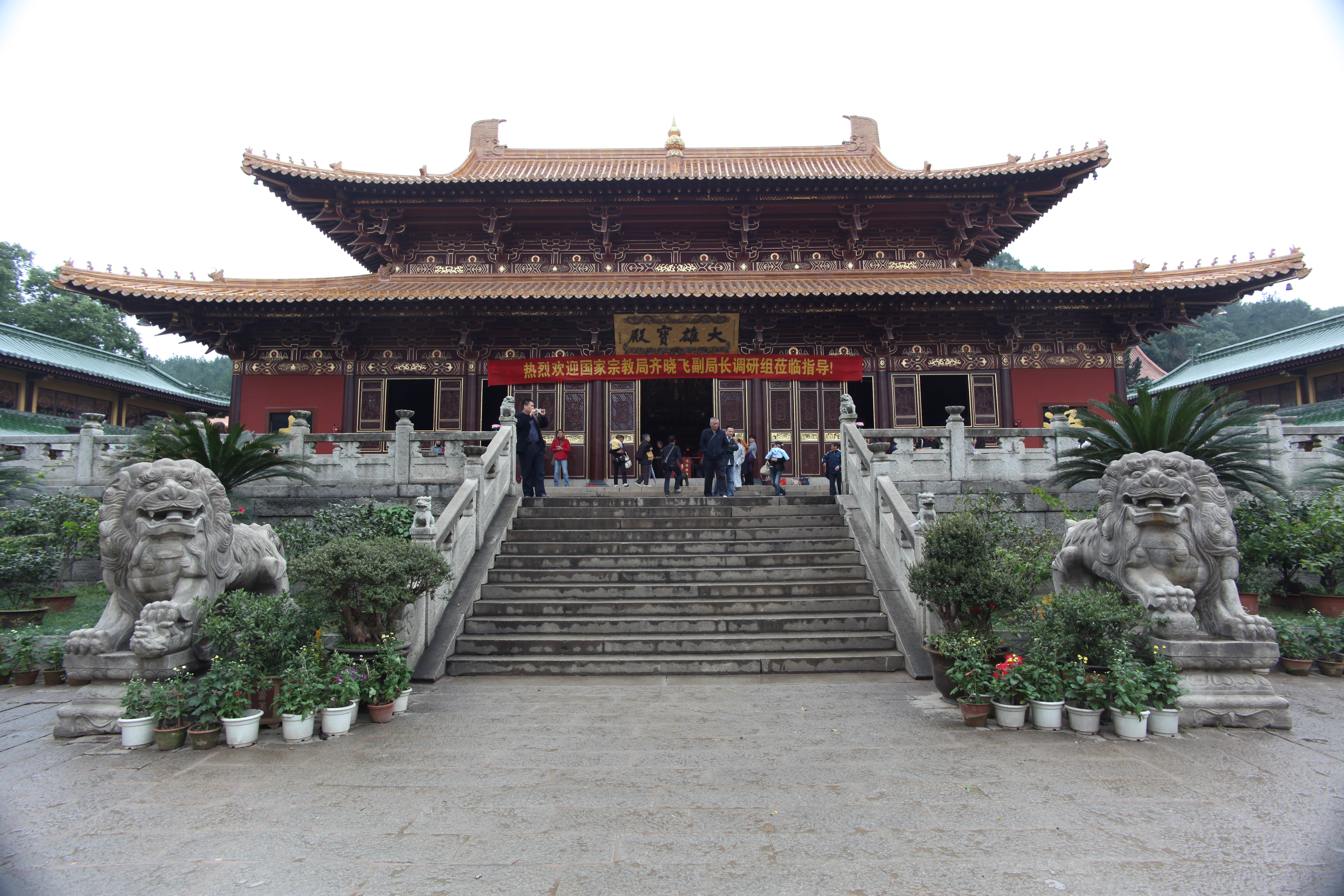
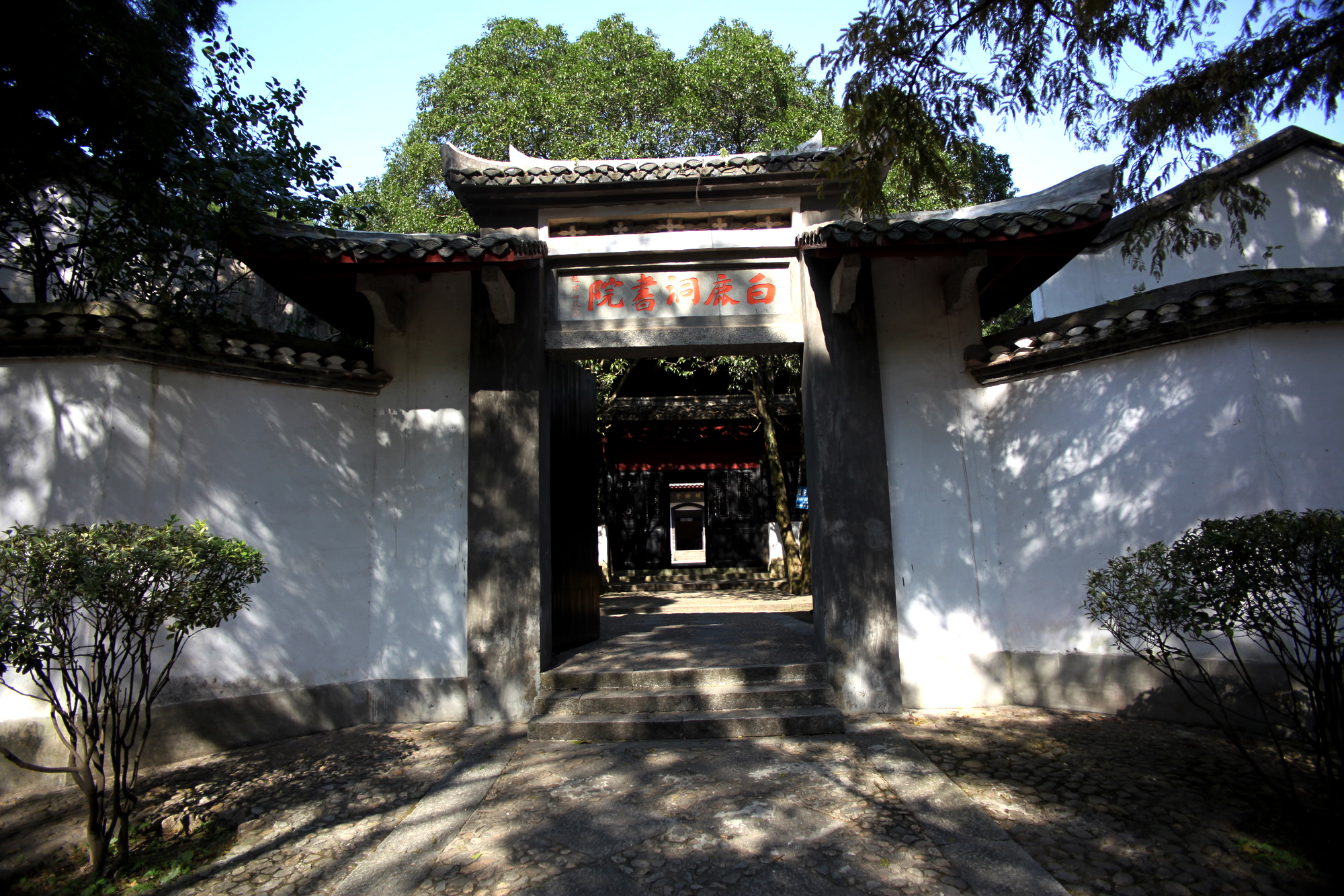